# Woensel en Eckart

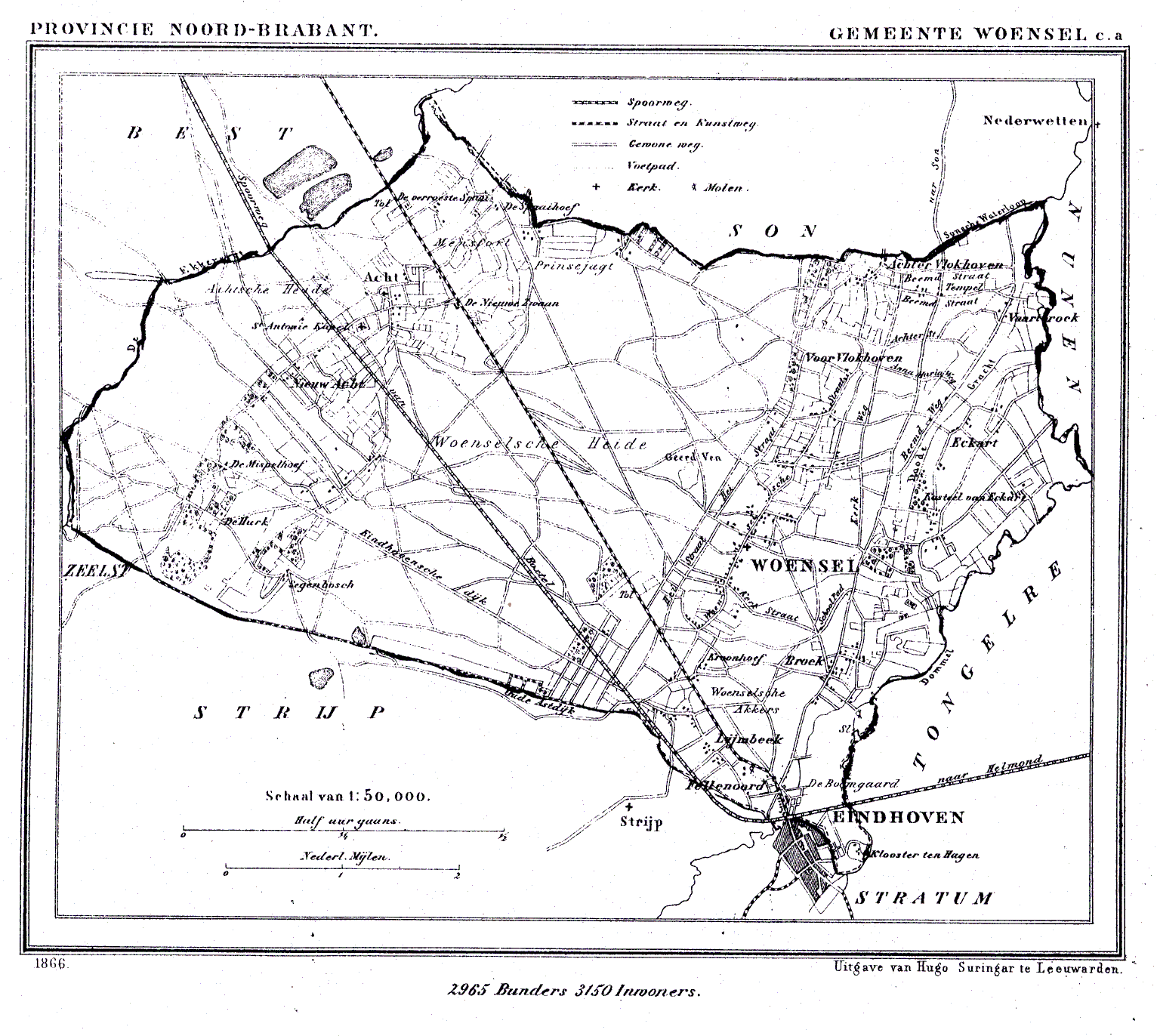
Kaart uit 1866 van de gemeente Woensel en Eckart met rechtsonder Eindhoven

Het wapen van de gemeente Woensel
en Eckart

Woensel en Eckart is de naam van een voormalige gemeente in Noord-Brabant die van 1821 tot 1896 werd gebruikt. In 1896 werd besloten de gemeente van naam te veranderen in Woensel. Deze naam werd gebruikt tot de gemeente in 1920 werd opgeheven.
De gemeente is ontstaan uit de gemeente Woensel waaraan het grondgebied van Eckart werd toegevoegd dat voordien tot de gemeente Nederwetten en Eckart behoorde. De fusiegemeente had een oppervlak van ongeveer 28,85 km².
In 1920 werd de gemeente samen met Gestel en Blaarthem, Stratum, Strijp en Tongelre bij Eindhoven gevoegd. Woensel telde in op dat moment ongeveer 14.500 inwoners. Eindhoven zelf omvatte tot 1920 slechts het gebied binnen de veste en telde ongeveer 6500 inwoners.
Het voormalige bakstenen raadhuis uit 1896 is gelegen aan de Kloosterdreef, in het verlengde van de Woenselse Markt en tegenover de Sint-Petruskerk. Tegenwoordig heeft het een kantoorfunctie.